# Estatuilla de Tuxtla

La Estatuilla de Tuxtla es un pequeño objeto de aproximadamente 16 centímetros tallado en piedra verde perteneciente a la cultura epiolmeca encontrado en la Sierra de los Tuxtlas en México. Se trata de una pieza redondeada que representa a una persona en cuclillas con una máscara que semeja a un pico de pato —aunque corresponde a un ave de la región de Los Tuxtlas— y alas . En ella se encuentran tallados alrededor de 75 glifos de la llamada escritura epi-olmeca o istmiana. La pieza constituye uno de los pocos ejemplos conocidos de este antiguo sistema de escritura mesoamericano no descifrado.

Croquis de la vista frontal de la Estatuilla de Tuxtla. En ella se puede observar una fecha en Cuenta Larga correspondiente a marzo de 162 d. C. (8.6.2.4.17).

La estatuilla fue encontrada en 1902 por un agricultor que se encontraba realizando faenas en su parcela cerca del pueblo de La Mojarra, en el piedemonte occidental de la Sierra de los Tuxtlas (sureste del estado mexicano de Veracruz). Fue adquirida por el Instituto Smithsoniano poco tiempo después. Se especula sobre la posibilidad de que la estatuilla haya llegado a los Estados Unidos por contrabando, oculta en un cargamento de tabaco con destino a Nueva York.
El rostro humano esculpido en la roca pasaría inadvertido, de no ser por el enorme pico que pende de la boca y llega hasta el pecho del personaje representado en esta pieza. El pico se ha identificado con el de la garza pico de bota, una especie de ave que es muy característica de la región de Tabasco y el sureste de Veracruz. Las alas —que también podrían ser una capa con forma de alas— envuelven el cuerpo del personaje, cuyos pies fueron esculpidos en la base de la piedra.
La Estatuilla de Tuxtla es importante no solo por su calidad artística, sino por la información calendárica que contiene. Los glifos incisos en la superficie de la nefrita corresponden a una fecha de marzo de 162 d. C. En el tiempo que fue descubierta, esta fecha era la más antigua en Cuenta Larga que se conociera. Algunos investigadores, incluido Sylvanus Morley, han sugerido que la fecha fue incisa posteriormente a la ejecución de la efigie.
La pieza se encuentra en la actualidad en Dumbarton Oaks (Washington D. C.).